# 御殿場ユースホステル
御殿場ユースホステル（ごてんばユースホステル）は、日本ユースホステル協会に加盟していた静岡県のユースホステル。木造一部2階建て。2019年3月31日に閉館した。

## 設備
- 個人や小グループに適している
- 余裕があればグループで一室利用可
- 駐車場あり
- 駐輪場あり
- 会議室あり
- 洗濯機あり
- 乾燥機あり
- 荷物預かりあり
- 周辺に温泉あり
- 身体障害者向け設備あり

## アクセス
- 御殿場線御殿場駅からバスで7番線箱根方面8分二の岡下車 徒歩20分 または東名高速バス東名御殿場下車 徒歩25分